# Крај почетка
„Крај почетка“ је југословенски филм из 1965. године. Режирао га је Здравко Шотра, а сценарио је писао Шон О'Кејси.

## Улоге
| Глумац           | Улога |
| ---------------- | ----- |
| Предраг Лаковић  | Бари  |
| Оливера Марковић |       |
| Слободан Перовић | Дари  |